# Puya furfuracea
Puya furfuracea är en gräsväxtart som först beskrevs av Carl Ludwig von Willdenow, och fick sitt nu gällande namn av Lyman Bradford Smith. Puya furfuracea ingår i släktet Puya och familjen Bromeliaceae. Inga underarter finns listade i Catalogue of Life.